# Борковский сельсовет (Курская область)
Борко́вский сельсовет — муниципальное образование со статусом сельского поселения в Суджанском районе Курской области Российской Федерации.
Административный центр — село Борки.

## История
Статус и границы сельсовета установлены Законом Курской области от 21 октября 2004 года № 48-ЗКО «О муниципальных образованиях Курской области».

## Население
| 2002 | 2010 | 2012 | 2013 | 2014 | 2015 | 2016 |
| ---- | ---- | ---- | ---- | ---- | ---- | ---- |
| 746  | ↘517 | ↘496 | ↗499 | ↗503 | ↗507 | ↗518 |
| 2017 | 2018 | 2019 | 2020 | 2021 |      |      |
| ↗527 | ↘521 | ↘504 | ↘493 | ↘483 |      |      |

## Состав сельского поселения
| № | Населённый пункт | Тип населённого пункта       | Население |
| - | ---------------- | ---------------------------- | --------- |
| 1 | Борки            | село, административный центр | ↘378      |
| 2 | Спальное         | деревня                      | ↘139      |